# اسکیلا
اسکیلا (به یونانی: Σκύλλα) یا سیلا (به انگلیسی: Scylla) در اسطوره‌های یونان، هیولای دریایی تنگهٔ مِسینا است.
او در واقع پری دریایی زیبایی بود. گلاوکوس عاشقش شد و او نپذیرفت. گلاوکوس برای چاره‌جویی نزد ساحره‌ای به نام کیرکه رفت. کیرکه به گلاوکوس دل بست، اما چون جواب رد شنید، از سر انتقام سکولا را به هیولایی با دوازده پا و شش سر تبدیل کرد که هر سر یک دهان و هر دهان یک ردیف دندان داشت.
تنها راه رهایی از دست او پناه بردن به مادرش کرتائیس بود.